# Stigmata (Arch Enemy)
Stigmata è il secondo album in studio del gruppo musicale svedese Arch Enemy, pubblicato il 21 aprile 1998 dalla Century Media Records.

## Descrizione
Registrato nell'ottobre 1997, fu il primo lavoro del gruppo svedese a essere distribuito in tutto il mondo: in Europa e America del Nord con l'etichetta Century Media mentre in Giappone con la Toy's Factory. In quest'album il batterista è Peter Wildoer che aveva collaborato da poco all'album Crossing the Rubicon del chitarrista Christopher Amott.
Il 25 maggio 2009 il disco venne ridistribuito con una copertina diversa e delle tracce bonus.

## Tracce

### Edizione standard
1. Beast of Man – 3:36  (testo: Michael Amott; musica: Christopher Amott, Michael Amott)
2. Stigmata – 2:12  (strumentale; musica: M.Amott)
3. Sinister Mephisto – 5:46  (t: M.Amot; m: M.Amott)
4. Dark of the Sun – 7:00  (t: M.Amott; m: M.Amott, C.Amott)
5. Let the Killing Begin – 5:19  (t: Johan Liiva, M.Amott; m: C.Amott, M.Amott)
6. Black Earth – 6:39  (t: Liiva, M.Amott; m: M.Amott)
7. Tears of the Dead – 5:56  (t: M.Amott; m: M.Amott)
8. Vox Stellarum – 2:08  (strumentale; m: Fredrick Nordström)
9. Bridge of Destiny – 7:44  (t: M.Amott; m: M.Amott, C.Amott)

### Edizione giapponese
1. Beast of Man – 3:36  (testo: Michael Amott; musica: Christopher Amott, Michael Amott)
2. Stigmata – 2:12  (strumentale; musica: M.Amott)
3. Sinister Mephisto – 5:46  (t: M.Amot; m: M.Amott)
4. Dark of the Sun – 7:00  (t: M.Amott; m: M.Amott, C.Amott)
5. Let the Killing Begin – 5:19  (t: Johan Liiva, M.Amott; m: C.Amott, M.Amott)
6. Black Earth – 6:39  (t: Liiva, M.Amott; m: M.Amott)
7. Tears of the Dead – 5:56  (t: M.Amott; m: M.Amott)
8. Diva Satanica - 3:43  (t: M.Amott; m: M.Amott, C.Amott)
9. Damnation Way's - 3:49  (t: Liiva, M.Amott; m: Liiva, M.Amott)
10. Vox Stellarum – 2:08  (strumentale; m: Fredrick Nordström)
11. Bridge of Destiny – 7:44  (t: M.Amott; m: M.Amott, C.Amott)

## Formazione
- Johan Liiva − voce
- Michael Amott − chitarra
- Christopher Amott − chitarra
- Martin Bengtsson − basso
- Peter Wildoer − batteria
- Daniel Erlandsson − batteria in Beast of Man e Diva Satanica